# Xenia Bakran-Sunić
Xenia Bakran-Sunić (23. studenog 1956.) hrvatska je književnica. Studirala je engleski jezik i književnost na Sveučilištu Kalifornije u Santa Barbari. 

Xenia trenutno živi u Zagrebu, gdje predaje engleski jezik.

## Djela
- The Old Life is Dead... L'Ancienne Vie Est Morte..., AuthorHouse, 2008., ISBN 1-4343-6315-5